# ناگاهاما، اهیمه

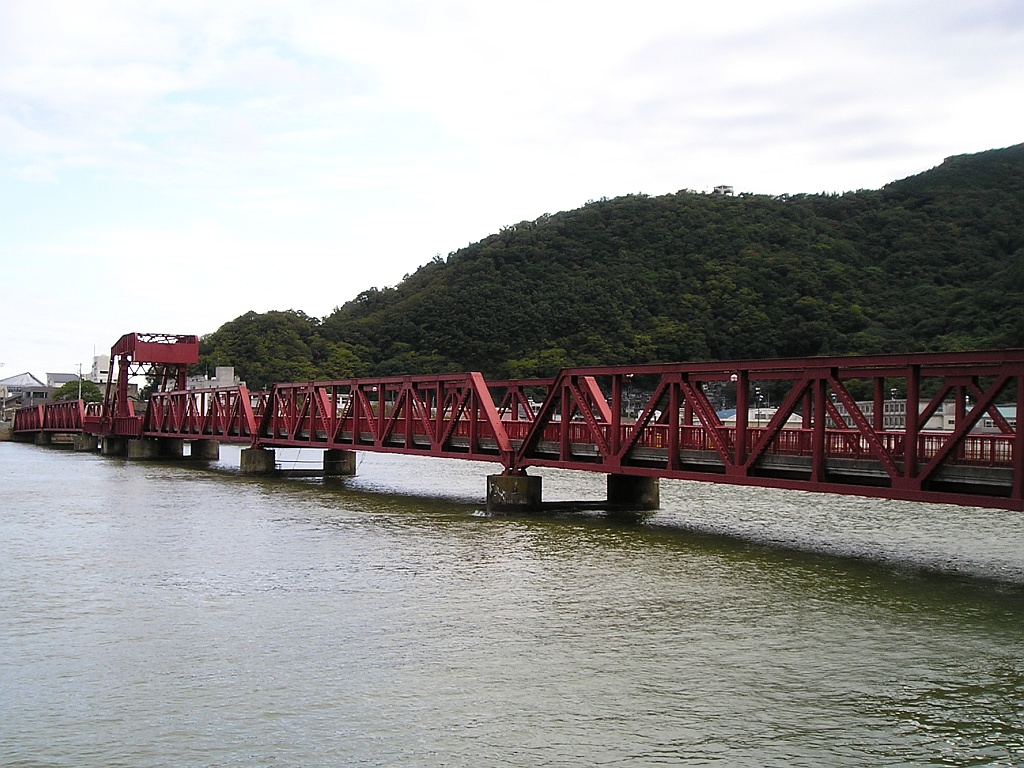
نمایی از پل متحرک شهرک «ناگاهاما اوهاشی» که بر روی رودخانه هیجیگاوا قرار دارد که از شهر اوزو (شهر سابق ناگاهاما) در استان ایهیم می‌گذرد. - اکتبر ۲۰۰۷

ناگاهاما، اهیمه (انگلیسی: Nagahama, Ehime) یک شهرک در استان اهیمه، بخش کیتا در ژاپن بود. در سال ۲۰۰۳، جمعیت این شهر حدود ۸۷۶۵ نفر و تراکم تراکم جمعیت ۱۱۷٫۱۹ نفر در هر کیلومتر مربع بود. مساحت کل ۷۴٫۷۹ کیلومتر مربع بود. در سال   11 ژانویه , 2005 این شهرک به عنوان یک شهرداری مستقل منحل و در شهرداری اوزو، اهیمه ادغام شد.